# 龍造寺四家
龍造寺四家（りゅうぞうじしけ）は、鍋島氏により親類同格として佐賀藩の支配機構に組み込まれた龍造寺一門の4つの家の呼称である。

## 概要
鍋島直茂は、佐賀藩の運営には鍋島氏と龍造寺一門との融和が必要と考え、龍造寺一門のうちでも特に有力であった4系統を優遇し、鍋島氏の親類同格とした。
それぞれ諫早、須古、多久市、武雄を領したため、諫早鍋島氏、須古鍋島氏、多久鍋島氏、武雄鍋島氏と言われたが、諫早鍋島氏は諫早氏、多久鍋島氏は多久氏を称した。
- 諫早鍋島家：龍造寺家晴系[1]。諫早家とも呼称される。維新後男爵。
- 須古鍋島家：龍造寺信周系[1]。
- 多久鍋島家：龍造寺長信系。長信の長男である多久安順（多久氏の祖）に続く系統[1]。維新後男爵。
- 武雄鍋島家：後藤家信[2]系[1]。維新後男爵。